# Dendrobium cyanopterum
Dendrobium cyanopterum là một loài thực vật có hoa trong họ Lan. Loài này được Kraenzl. mô tả khoa học đầu tiên năm 1910.